# Жанна Кальман
Жа́нна Луї́за Кальма́н (фр. Jeanne Louise Calment [ʒan lwiz kalmɑ̃]; 21 лютого 1875 року, Арль, Буш-дю-Рон, Франція — 4 серпня 1997 року, Арль, Буш-дю-Рон, Франція) — французька супердовгожителька з найдовшою документально підтвердженою тривалістю життя в історії людства; найстаріша повністю верифікована людина у світі (11 січня 1988 року — 4 серпня 1997 року). Досягла віку 122 років та 164 днів (44 724 дні).
Жанна Кальман є єдиною повністю верифікованою людиною в історії, яка досягла 120-річного віку. Також вона була найстарішою нині живою людиною планети, жила довше, ніж будь-який інший довгожитель.
Спосіб життя, генетика та інші медичні характеристики Кальман стали предметом досліджень багатьох фахівців.

## Ранні роки

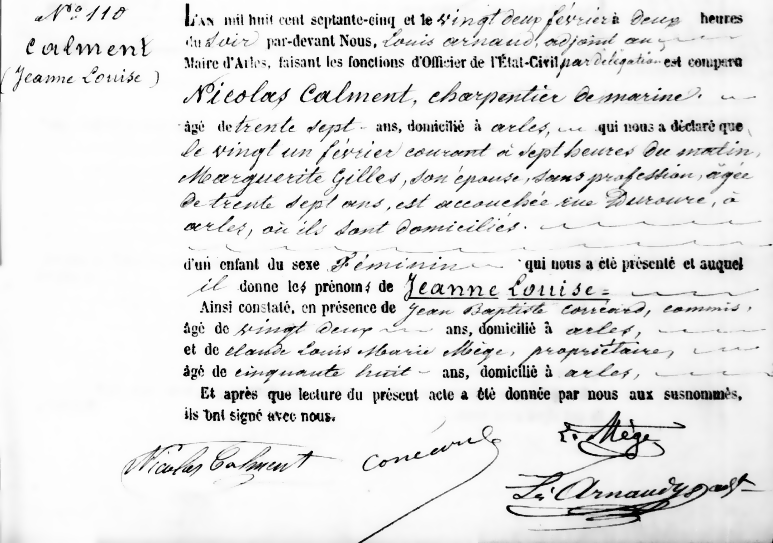
Свідоцтво про народження Жанни Кальман

Жанна Луїза Кальман народилася 21 лютого 1875 року в Арлі, Франція в сім'ї Ніколя Кальмана (1837 або 1838 рік — 28 січня 1931 року) і Марґеріт Кальман (до шлюбу Жіль) (20 лютого 1838 року — 18 вересня 1924). Обом батькам було по 37 років, коли вона народилася. Двоє старших дітей у сім'ї, Антуан і Марі, померли ще до її народження: Антуан у чотири роки, Марі — немовлям. Брат Жанни, Франсуа (25 квітня 1865 року — 1 грудня 1962 року), який був старший за неї на 10 років, як і молодша сестра, теж виявилися довгожителями. Брат помер у віці 97 років. Її батько дожив до 93 років, а мати до 86. Невідомо, скільки точно народилося дітей в сім'ї. Жанна знала тільки про Франсуа. Хоча вона чула, що у Кальманів були старші діти, які рано померли, але вона не знала їхніх імен. Дослідники висунули припущення, що в родині були інші діти, оскільки в деяких документах не збігалося друге ім'я Жанни. Виникли підозри, що її сплутали зі старшою сестрою.
Сім'я Кальманів належала до місцевої буржуазії. Батько Жанни, Ніколя входив до ради Арля. За професією він був суднобудівником. Марґеріт (до шлюбу Жіль), походила з родини мірошників. Вони одружилися 16 жовтня 1861 року. Відомі імена і хрещених батьків Жанни. Ними були Луї Паже і Жанна Жіль (тітка Жанни). На їх честь дівчинку назвали ім'ям Жанна Луїза. Дослідниками знайдено в архівах свідоцтво про народження, завірене священиком на прізвище Берліоз.
Згідно з документами перепису населення Франції 1881 та 1886 років, Кальмани проживали в будинку під номером 131. Жанна обидва рази згадується як неповнолітня. Збереглися також документи, що підтверджують її навчання: спочатку в початковій школі Арля, пізніше в Бенетській школі-інтернаті, і нарешті в середній школі Арля.
В юності Кальман підробляла в крамниці свого батька. У віці 13 років Жанна, за її словами, зустріла там Вінсента Ван Гога. Художник здався їй «брудним, погано одягненим і недружнім». В іншому інтерв'ю вона сказала, що не стала обслуговувати його, оскільки «він був страшний як смертний гріх, мав мерзенний характер, і від нього пахло випивкою».

## Шлюб і подальше життя

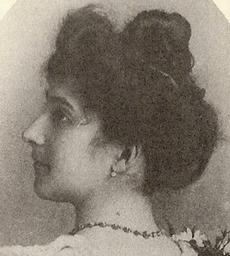
Жанна Луїза Кальман у 1895 році у віці 20 років

Івонн Кальман (1898-1934), донька Жанни Луїзи Кальман

8 квітня 1896 року Жанна Кальман вступила в шлюб у 21-річному віці зі своїм троюрідним братом Фернаном Ніколя Кальманом. Діди Фернана та Жанни по батьківській лінії, Антуан і Ніколя, були братами, а їхні дружини також були сестрами. Вінчання відбулося в Соборі Святого Трохима. Попри спорідненість нареченої і нареченого, священик дав згоду на шлюб. Свідками на весіллі, згідно зі свідоцтвом про шлюб, були Еміль Фасен, Луї Кальман (кузен Фернана), П'єр Кальман (дядько Жанни), і Антуан Бурделон.

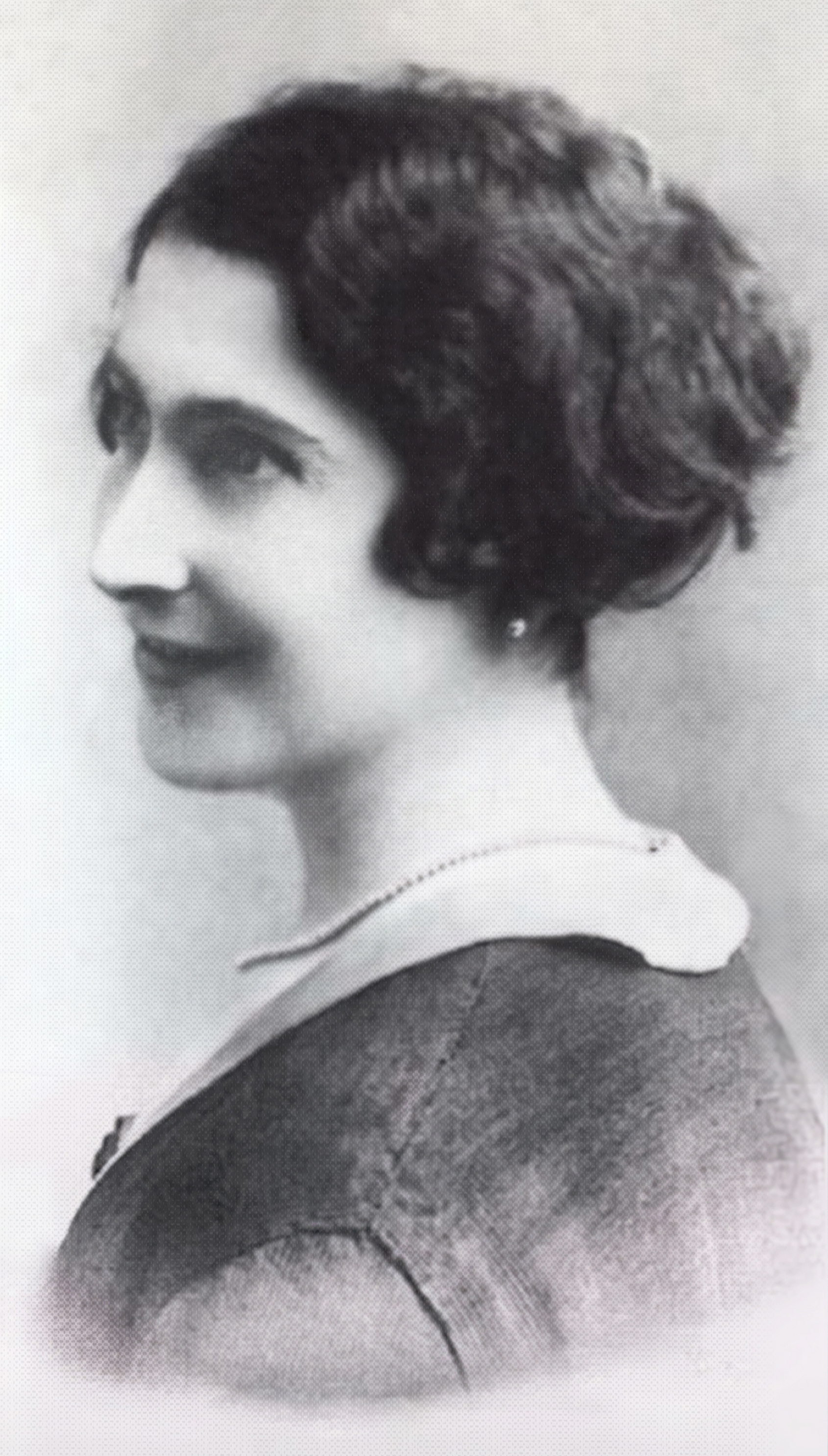
Жанна Луїза Кальман у 1915 році у віці 40 років

Фернан володів прибутковою крамницею, і Жанна отримала можливість не працювати. Здебільшого її життя оберталося навколо тенісу, їзди на велосипеді, плавання, катання на роликах, гри на фортепіано і відвідування опер. 19 січня 1898 року народила дочку Івон Марі Ніколь Кальман. Її хрещеними батьками були, згідно із записом, Ніколя і Марі Кальман. Івон залишилася єдиною дитиною в сім'ї. Згідно з переписом 1901 року сім'я жила на вулиці Гамбета в одному будинку з Марі Фелікс, свекрухою Жанни, і двома слугами. Згідно з документами перепису 1906 року, Кальман переїхала з чоловіком і дочкою в окрему квартиру на вулиці Сент-Естев.
У 1926 році Івон одружилася з капітаном артилерії Жозефом Шарлем Фредеріком Бійо, кавалером ордену Почесного легіону. В грудні того ж року народила сина Фредеріка Жана-Поля Бійо. В 1932 році Івон померла від пневмонії. Через десять років, у 1942 році, від отруєння зіпсованими вишнями помер Фернан. Після цього Жанна присвятила життя вихованню онука спільно з зятем. Фредерік вирішив стати медиком. У 1950 році, будучи студентом, він одружився з Рене Івон Так, майбутнім стоматологом. Дітей у пари не було. 13 серпня 1963 року Фредерік загинув в автомобільній катастрофі. У січні наступного року помер і зять Жанни, з яким вона жила удвох після одруження онука.
Кальман залишилася без спадкоємців. Її племінниця, єдина дитина Франсуа, померла в 21-річному віці. Кальман завжди з небажанням говорила про всі ці втрати і за її словами, намагалася не думати про них. Проте перед смертю вона попросила, щоб справа в її труні повісили фотографію її онука, а зліва — дочки. «Вони будуть поховані разом зі мною», — сказала вона.

## Угода Рафре
У 1965 90-річна Кальман, не маючи спадкоємців, жінка підписала угоду про продаж своєї квартири адвокатові Андре-Франсуа Рафре. Правник, якому тоді було 47 років, погодився сплачувати щомісячну платню в розмірі 2500 французьких франків аж до смерті Кальман. Таку угоду у Франції часто називають «зворотнім закладом». На момент укладення угоди вартість квартири становила 10 років виплат. Проте Кальман прожила ще 32 роки і в результаті квартира коштувала сім'ї Рафре більш ніж втричі дорожче. Сам адвокат так і не дожив до цього: він помер у грудні 1995 року у віці 77 років, у той час як Кальман було 120 років. Останні 2 роки гроші виплачувала його вдова. «В житті іноді бувають погані угоди», — прокоментувала це Кальман. Після того, як вона померла, вдова Рафре сказала в інтерв'ю: «Вона (Кальман) була особистістю. У мого чоловіка були дуже хороші стосунки з мадам Кальман».

## Після 100-річного ювілею
У 110-річному віці Кальман переїхала до будинку для літніх людей La Maison du Lac. Причиною переїзду стала пожежа, яка випадково сталася вдома під час приготування їжі. Після цього Кальман остаточно, хоч і з небажанням, вирішила покинути свою квартиру. Приблизно тоді ж вона почала привертати увагу журналістів і вчених. Починаючи з 110-річчя, щороку, в день народження Кальман приймала репортерів. Серед них були Мішель Алар, лікар, який займався дослідженнями довголіття, особистий лікар Кальман Віктор Лебр і демограф Жан-Марі Робін, які згодом випустили про Кальман книгу та кілька монографій. У 1989 році про Кальман вийшла наукова дисертація Жоржа Гарояна. Сама супердовгожителька говорила, що її не бентежить увага з боку журналістів. «Я чекала 110 років, щоб стати знаменитою», — сказала вона.
11 січня 1988 року, коли їй було 113 років, Жанна Кальман офіційно отримала титул «Найстаріша нині жива людина на Землі». Однак в наступному році титул перейшов до американки Кері Вайт. Тоді ж вона привернула увагу в зв'язку зі святкуванням 100-річчя відвідин Вінсентом Ван Гогом Арля. Кальман стверджувала, що особисто зустрічала його в дитинстві. В 1990 році 115-річна супердовгожителька з'явилася в епізоді канадського фільму про Ван Гога «Вінсент і я» в ролі самої себе. Це зробило її однією з найстаріших людей, які знялися в повнометражному фільмі.
Кальман повернула собі титул «Найстаріша нині жива людина на Землі» після смерті Кері Вайт 14 лютого 1991 року та утримувала його протягом 6 років і 6 місяців, що є абсолютним рекордом серед усіх довгожителів. 21 лютого 1995 року їй виповнилося 120 років. Ця екстраординарна подія широко висвітлювалося в пресі. У тому ж році про неї був знятий документальний фільм «Jeanne Calment, doyenne du monde». 17 жовтня 1995 року Кальман досягла віку 120 років і 238 днів, ставши найстарішою людиною в історії. Вона перевершила рекорд японського неверифікованого довгожителя Сіґетійо Ідзумі (120 років і 237 днів), який зараз викликає сумнів у експертів. У 1996 році вийшов диск «Maîtresse du temps», що складається з 4 композицій, де Кальман говорила поверх музики в стилі реп.
За словами демографа Жана-Марі Робіна, Кальман за місяць до смерті перебувала в доброму здоров'ї, хоча практично повністю втратила слух і зір. У 115-річному віці вона впала зі сходів і зламала стегно, після чого стала пересуватися за допомогою інвалідного візка. Нейропсихологиня Карен Рітчі кожні 6 місяців проводила дослідження її психічного та розумового стану. За її словами, Кальман до кінця життя зберегла ясну пам'ять і розум. Вона із задоволенням розповідала Рітчі вірші, які вивчила в дитинстві, і з легкістю вирішувала арифметичні задачі.
Жанна Луїза Кальман померла 4 серпня 1997 року. На момент смерті їй було 122 роки, 5 місяців і 14 днів. За словами персоналу будинку для літніх людей, її смерть настала з природних причин. Смерть довгожительки викликала резонанс у Арлі, де Кальман стала знаменитістю. Мер Арля Мішель Возель сказав: «Вона була Жанною Арлеанською, тією, чиє обличчя прославилося на весь світ. Але найважливіше те, що вона була живою пам'яттю нашого міста». Президент Франції Жак Ширак, коментуючи подію, сказав, що вона була бабусею кожного у Франції.
Після смерті Жанни Кальман найстарішою живою людиною на Землі стала Марі-Луїза Мейо.

## Рекорд довголіття
Вік Кальман був підтверджений численними документами. Вчені Університету демографічних досліджень імені Макса Планка відзначили, що в цьому відношенні у Кальман були переваги перед іншими довгожителями, чий вік важко достовірно встановити — дослідники мали її свідоцтва про народження та хрещення, дані переписів населення. Спільно з архіваріускою Кароліною Боєр Жан-Марі Робін вивчив всі доступні дані про Кальман. Загало́м її ім'я фігурує в 16 різних переписах з 1875 по 1975 рік. Крім цього, Боєр і Робін виявили 23 документи, що підтверджують дати народження, хрещення, одруження та смерті Кальман і її близьких родичів. Коли Кальман виповнилося 120 років, троє вчених з різних країн сформували неофіційний комітет, метою якого було перевірити справжність документів про неї. Цими вченими були американський демограф Джеймс Вопел, фінський демограф Вяйньо Каністо і данський епідеміолог Бернанд Гойне.
Існують численні припущення про існування людей, які прожили довше за Кальман, зокрема, нібито досягли 150 років і більше. Серед них можна виділити напівлегендарні історії, ніколи не підтверджені жодними документами, такі як довголіття китайця Лі Цін'юня (нібито прожив 256 років) чи азербайджанця Ширалі Муслімова (нібито прожив 168 років), та інших можливих неверифікованих довгожителів, чий рекорд не може бути підтверджений через брак документів, особливо свідоцтва про народження.
Том Кірквуд, професор Інституту біологічної геронтології в Манчестері, в своїй книзі «Time of Our Lives: The Science of Human Aging» написав, що вік, досягнутий Жанною Кальман, не можна вважати максимальною тривалістю життя людини, і її рекорд одного разу буде побитий. Станом на вересень 2018 року найближче до рекорду Кальман наблизилася американка Сара Кнаус, яка прожила 119 років і 97 днів.

## Спосіб життя
Дослідники відзначали, що Кальман не вела здоровий спосіб життя: протягом 95 років вона курила, кинувши лише в 117-річному віці після операції. За її словами, вона кинула курити, оскільки через майже повну втрату зору не могла прикурити самостійно, а просити когось їй було незручно. Як говорив її особистий лікар, Кальман викурювала 2 сигарети за день. При цьому в монографії Університету демографічних досліджень імені Макса Планка відзначено, що серед інших довгожителів це є винятком: майже всі вони не курили, або ж курили дуже мало. Багато французів жартома говорили, що причиною довголіття Кальман була її дієта: вона з'їдала близько 1 кг шоколаду за тиждень і регулярно пила вино. Жан-Марі Робін сказав, що найімовірніше, секрет Кальман був у її позитивному ставленні до життя: Одного разу вона сказала: «Якщо ви з чимось не можете нічого вдіяти, не переживайте через це». Сама Кальман вважала, що причиною її довголіття було регулярне вживання оливкової олії і фруктів. «Вона ніколи не робила нічого особливого, щоб залишатися в доброму здоров'ї», — сказав Робін.
За винятком куріння, Кальман володіла ознаками, характерними для довгожителів. До них належать хороша спадковість (серед її рідні спостерігалися довгожителі) та стать: майже всі люди, які дожили до 115 років, — жінки. Також відзначено, що ніхто з довгожителів не страждали ожирінням. Кальман завжди активно займалася спортом: грала в теніс, до 100 років їздила  на велосипеді, займалася фехтуванням. Також вона дуже любила гуляти на природі, віддаючи перевагу прогулянкам над походами в гості. Жан-Марі Робін, який знайшов в архівах дані про життя 68 родичів Кальман, зауважив, що багато хто з них прожили більше від середнього, хоча лише вона досягла 100-річного віку.
Вчені Університету демографічних досліджень імені Макса Планка в своїй праці про довгожителів, які досягли 115 років, писали, що їм не вдалося виявити жодної якості, яке об'єднувало б їх усіх, окрім хорошої спадковості. Серед довгожителів є люди різних рас і національностей, вихідці з багатих сімей, які багато років не працювали (як Кальман) та робітники і селяни. При тому зазначено, що більшість довгожителів їли багато шоколаду. Можливо, на них добре вплинули антиоксиданти, які містяться в ньому.

## Цитати
Жанна Луїза Кальман мала дуже жвавий та гострий розум до кінця своїх днів. Нижче наведено кілька її гострих цитат:
- «Я чекала 110 років, аби стати відомою. Тепер я розраховую цим скористатися», — сказала вона на святкуванні своїх 120-х уродин. На цьому ж святкуванні її запитали: «Яке майбутнє ви очікуєте?». «Дуже коротке…», — миттєво відповіла Кальман.

- У віці 121 року Кальман дала пораду, як залишитись такою ж гострою на розум: «Я мрію, я думаю, я проживаю своє життя. Я ніколи не нудьгую».

- Призвичаївшись до уваги ЗМІ, що зростала з кожним роком, Кальман насміхалась: «Я чекаю на смерть… та на журналістів».

- «Коли вам буде 117 років, побачимо, чи будете ви все пам'ятати?!» — зробила вона докір одному з журналістів.

- Її дні народження були дуже схожі на сімейні свята у рідному Арлі. Всі мешканці міста збиралися навколо «Жанни д'Арль». На одному з таких святкувань, хтось, йдучи, зауважив: «До наступного року, можливо». На що Кальман відповіла: «Не бачу, чому б і ні. Як на мене, не так вже й погано ви виглядаєте!».

- Якось вона сказала: «У мене одна-єдина зморшка. Я на ній сиджу».